# Acanthoscurria convexa
Acanthoscurria convexa är en spindelart som först beskrevs av Carl Ludwig Koch 1842.  Acanthoscurria convexa ingår i släktet Acanthoscurria och familjen fågelspindlar. Inga underarter finns listade i Catalogue of Life.